# 义兴镇 (涟水县)
义兴镇，是中华人民共和国江苏省淮安市涟水县下辖的一个乡镇级行政单位。2018年12月1日撤消，原义兴镇的大埝、五房、万民、老桃园、苗戴、张郑、白洼、义兴8个村委会及施庵居委会区域为红窑镇行政区域。

## 行政区划
义兴镇下辖以下地区：
施庵社区、苗戴村、张郑村、白洼村、大埝村、五房村、万民村、老桃园村和义兴村。